# Helen Boatwright
Helen Boatwright (Sheboygan, 17 de novembro de 1916 — Jamesville, 1 de dezembro de 2010) foi uma soprano norte-americana.